# Our Very Own
Our Very own (Brasil: Vida de Minha Vida / Portugal: Entre Duas Mães) é um filme estadunidense de 1950, do gênero drama, dirigido por David Miller e estrelado por Ann Blyth e Farley Granger.
O tema do filme é a adoção, ainda que tratado sem muita profundidade.
A produção recebeu uma indicação ao Oscar, na categoria Melhor Mixagem de Som.

## Sinopse
Gail é uma feliz colegial que de repente vê seu mundo cair quando descobre que é filha adotada. Debaixo de forte crise emocional, ela sai à procura de seus pais biológicos.

## Premiações
| Prêmio | Categoria             | Situação |
| ------ | --------------------- | -------- |
| Oscar  | Melhor Mixagem de Som | Indicado |

## Elenco
| Ator/Atriz      | Personagem     |
| --------------- | -------------- |
| Ann Blyth       | Gail Macaulay  |
| Farley Granger  | Chuck          |
| Joan Evans      | Joan Macaulay  |
| Jane Wyatt      | Lois Macaulay  |
| Ann Dvorak      | Gert Lynch     |
| Donald Cook     | Fred Macaulay  |
| Natalie Wood    | Penny Macaulay |
| Gus Schilling   | Frank          |
| Phyllis Kirk    | Zaza           |
| Jessica Grayson | Violet         |
| Martin Milner   | Bert           |
| Rita Hamilton   | Gwendolyn      |
| Ray Teal        | Jim Lynch      |